# Коонт
Конт (др.-греч. Κόων) — в древнегреческой мифологии троянский воин, сражавшийся и погибший во время Троянской войны, как и большинство его братьев, которых, по разным версиям, насчитывалось не менее одиннадцати. Старший сын троянца Антенора, друга и советника Приама от его жены Феано.

## Схватка с Агамемноном
Согласно Илиаде Гомера, вступил в бой с Агамемноном над телом своего павшего брата Ифидамаса, только что убитого им, желая отомстить предводителю греков. Коонт неожиданно ранил Агамемнона в руку пикой, пробив её насквозь у локтя. Он потащил труп брата за ногу, призывая на помощь, но был убит (Агамемнон сбил его с ног пикой и срубил Коонту голову прямо на трупе). Однако благодаря нанесенной ране страдавший от болей в руке, которые автор Идиады сравнивает с болью роженицы Агамемнон был выведен из боя в тот день и велел вознице увезти себя к кораблям греков.
На сундуке коринфского тирана Кипсела, по сведениям Павсания-географа, был изображен бой между Агамемноном и Коонтом.

## Имя
Древнегреческое написание имени Κόων, также известен как Cynon (Κύνων).